# Jan Niënhaus
Johannes Bernardus (Jan) Niënhaus (Gendt, 9 september 1929 – Nieuwegein, 5 december 2000) was een Nederlands geestelijke die titulair bisschop was van Benda en hulpbisschop van het rooms-katholieke aartsbisdom Utrecht.

## Levensloop
Mgr. Niënhaus doorliep van 1942 tot 1955 het Klein Seminarie te Apeldoorn en het Groot Seminarie Rijsenburg te Driebergen. Van 1956 tot 1961 studeerde hij sociale geografie aan de Rijksuniversiteit Utrecht.
Hij werd tot priester gewijd op 24 juli 1955, waarna hij korte tijd kapelaan in Schalkwijk en in Amersfoort was. Verder was hij leraar, conrector en rector aan het Klein Seminarie te Apeldoorn.
In 1973 werd hij pastor in de binnenstad van Utrecht. Drie jaar later volgde zijn benoeming tot deken van het dekenaat Utrecht.
Niënhaus ontving de bisschopswijding tegelijk met Johannes Antonius de Kok, O.F.M. op 6 maart 1982 in de Sint-Catharinakathedraal in Utrecht. Hij koos bij die gelegenheid de tekst van Paulus uit de 2e Brief aan Timotheus: 'Scio cui credidi', (Ik weet wie ik mijn vertrouwen heb gegeven). De contestatiegroep 'Confrontatie' maakte in haar blad ernstig bezwaar tegen de benoeming van Niënhaus. Het leek er volgens 'Confrontatie' op dat Rome met hem ongewild weer een nieuwe bisschop van de lijn van kardinaal Alfrink had benoemd. 
Van 15 januari 1982 tot 1 september 1999 was Niënhaus hulpbisschop van Utrecht. Binnen de bisschoppenconferentie waren voor hem de aandachtsvelden onderwijs en catechese, jeugd en jongeren, vrouw en Kerk, en het kermis- en circuspastoraat toegewezen. Wegens ernstige gezondheidsklachten nam hij in 1999 afscheid. Hij was tevens titulair bisschop van Benda.
Hij werd benoemd tot Ridder in de Orde van de Nederlandse Leeuw. Op 5 december 2000 overleed hij in het Sint Antonius Ziekenhuis te Nieuwegein.

## Seksueel misbruik
Bij de publicatie van het rapport van de commissie-Deetman, die onderzoek deed naar seksueel misbruik binnen de Katholieke Kerk, bleek dat Niënhaus zich schuldig had gemaakt aan misbruik van jongens. De scholenkoepel Mgr. Niënhausstichting veranderde daarom de naam in Fidarda. In april 2014 werd bekend dat de klachtencommissie van het Meldpunt misbruik RKK in 2012 vier klachten over misbruik tegen Niënhaus gegrond achtte. Het aartsbisdom Utrecht had dit niet bekendgemaakt, maar verwees in een latere verklaring naar de noodzaak in dit soort zaken vertrouwelijkheid te bewaren. In september 2018 meldde NRC Handelsblad dat Niënhaus in de periode voordat hij hulpbisschop werd acht jongens misbruikte. Het aartsbisdom heeft de slachtoffers hiervoor in totaal meer dan 100.000 euro smartengeld betaald.